# Johann Sedlmair
Johann Sedlmair (* 27. Dezember 1907 in Dachau; † 20. Mai 1978 ebenda) war deutscher Kommunist sowie Widerstandskämpfer gegen den Nationalsozialismus und Häftling im KZ Dachau. 

## Leben und Wirken
Sedlmair, aus einer Dachauer Arbeiterfamilie stammend, erlernte nach dem Besuch der Volksschule den Beruf des Metallformers bei Krauss-Maffei in Allach-Untermenzing. Er wurde Mitglied der KPD und engagierte sich ab Anfang der 1930er Jahre im Widerstand gegen den Nationalsozialismus durch Anschreiben von Parolen an Häuserwänden, Kleben von Plakaten und Mitarbeit bei der Produktion der kommunistischen Mitgliederzeitung Das Rote Dachau. Sedlmair wurde Anfang der 1930er Jahre mehrmals aufgrund seiner Widerstandstätigkeiten durch die Polizei vernommen. 
Nach der Machtübernahme durch die Nationalsozialisten wurde Sedlmair am 17. März 1933 am Arbeitsplatz verhaftet. Er wurde verhört, war kurzzeitig in Gefängnissen inhaftiert und wurde als einer der ersten Häftlinge am 22. März 1933 in das neueröffnete KZ Dachau eingeliefert, wo er bis zum 27. Juli 1933 inhaftiert war. Nach seiner Entlassung aus dem KZ heiratete er 1935 seine Freundin Maria Posch, die sich bei der Roten Hilfe engagierte. Beide lebten in ärmlichen Verhältnissen und  Sedlmair hielt zu seinen Parteikollegen weiterhin Verbindung. Während des Zweiten Weltkrieges wurde er aufgrund von „Wehrunwürdigkeit“ nicht zur Wehrmacht eingezogen, sondern zur Nachtarbeit bei Krauss-Maffei verpflichtet. Er war ein Freund Georg Scherers und wollte mit diesem und weiteren Widerstandskämpfern, darunter auch Walter Neff, Ende April 1945 am Dachauer Aufstand teilnehmen, was ihm jedoch zeitlich nicht mehr gelang. 
Nach Kriegsende erfolgte seine Berufung zur Mitarbeit in einer Spruchkammer, in der NS-Funktionäre abgeurteilt wurden. Als Kommunist verlor er jedoch bald eine Anstellung bei BMW und fand erst 1949 bei den Vereinigten Werkstätten in München eine neue Anstellung. Als NS-Verfolgter wurde er 1956 mit 600 DM entschädigt und wurde 1963 wieder durch die Polizei wegen des Besitzes von KPdSU-Schriften vernommen. Sedlmair war seit 1972 Rentner und verstarb im Mai 1978 in Dachau.